# Крестьянское восстание в Пензенской губернии
Крестьянское восстание в Пензенской губернии — один из эпизодов Гражданской войны в России.
Летом 1918 года под немецкой оккупацией находились бывшие территории Российской Империи: Украина, Польша, Прибалтика и Белоруссия. Восстанием чехословаков была отрезана Сибирь и часть Поволжья. Железнодорожные линии из Северного Кавказа были блокированы гайдамаками и немцами. Важное место в планах снабжения городов играла Пензенская губерния. По настоянию В. И. Ленина и Я. М. Свердлова в Пензу была направлена Евгения Бош, где она возглавила губком РКП(б). В этом регионе, по мнению В. И. Ленина, была «необходима твёрдая рука» для активизации работы по изъятию хлеба у кулаков. В Пензенской губернии надолго запомнили жестокость Е. Бош, проявленную при подавлении крестьянских восстаний в уездах. Когда пензенские коммунисты — члены губисполкома — воспрепятствовали её попыткам устроить массовые расправы над крестьянами, Е. Бош обвинила их «в излишней мягкости и саботаже» в телеграмме на имя В. И. Ленина. Исследователи склоняются к мнению, что Е. Бош, будучи «психически неуравновешенным человеком», сама спровоцировала крестьянские волнения в Пензенском уезде, куда её направили в качестве агитатора продотряда.

## События

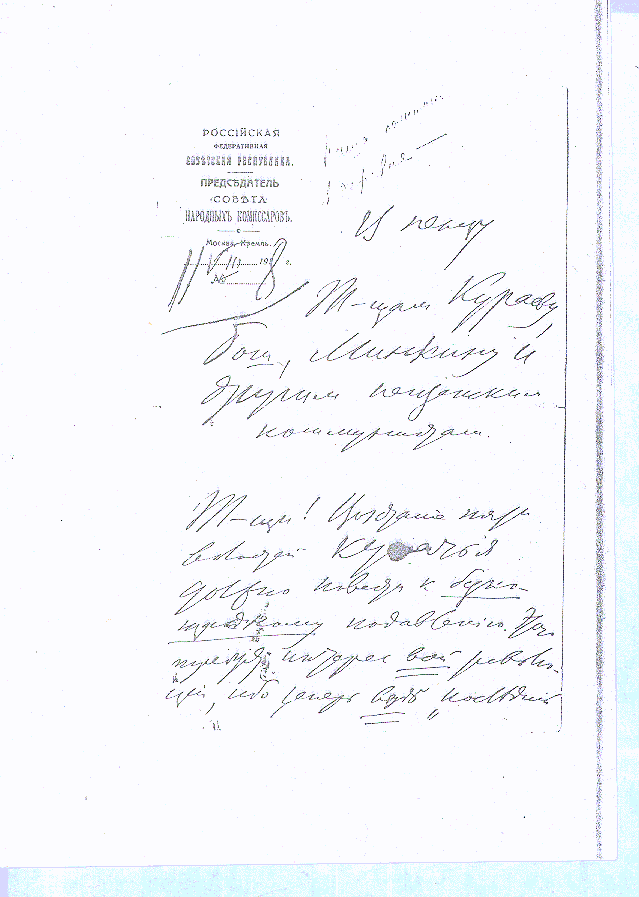
Первая страница рукописи телеграммы

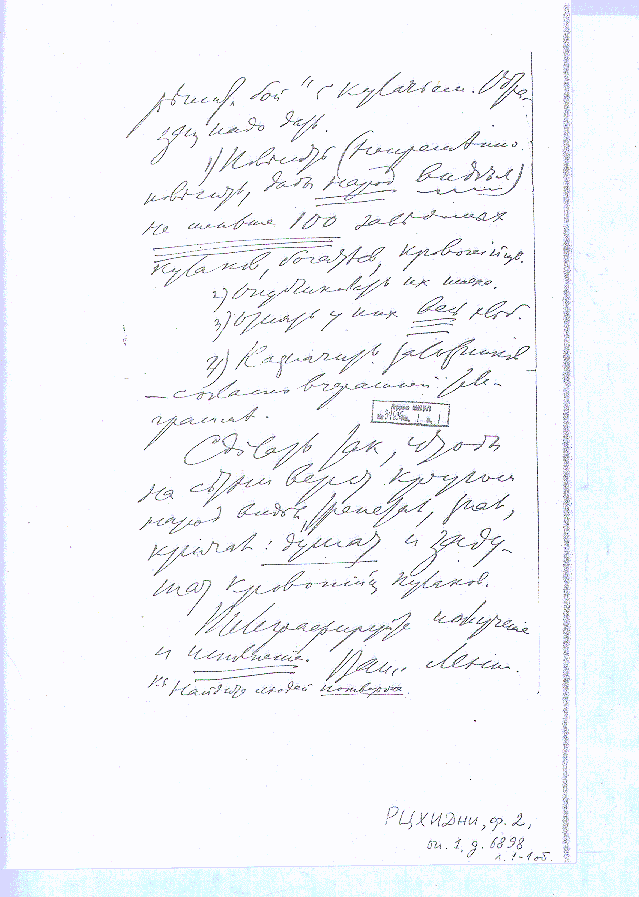
Вторая страница

По воспоминаниям очевидцев, «в с. Кучки Бош во время митинга на сельской площади лично застрелила крестьянина, отказавшегося сдавать хлеб. Именно этот поступок возмутил крестьян и вызвал цепную реакцию насилия». Жестокость Евгении Бош по отношению к крестьянству сочеталась с её неспособностью пресечь злоупотребления своих продотрядовцев, многие из которых не сдавали изъятый у крестьян хлеб, а обменивали на вино и водку. Данный эпизод записан историком Виктором Кондрашиным в 1999 г. со слов опрошенных им людей, представившихся потомками очевидцев тех событий. В сети интернет опубликован скан переписки, предположительно с самим Виктором Кондрашиным, в которой он подтверждает, что изложенные факты не имеют документального подтверждения.
5 августа в селе Кучки Пензенского уезда были убиты пятеро продармейцев и трое членов сельского комитета бедноты. Оттуда волнения перекинулись на четыре наиболее богатых соседних уезда. С учётом того, что Восточный фронт находился в этот момент в 45 км, очевидна вся серьёзность положения.

### Телеграмма Ленина
Телегра́мма В. И. Ле́нина о подавле́нии кула́цкого восста́ния — рукописный текст телеграммы В. И. Ленина на официальном бланке Председателя Совета Народных Комиссаров без исходящего номера, датированный 11 августа 1918, адресованный коммунистам Пензы. Текст требует публично повесить в мятежных волостях не менее сотни заведомых кулаков, богатеев и кровопийц и конфисковать всё их зерно.

#### Текст телеграммы
В Пензу

Т-щам Кураеву, Бош, Минкину и другим пензенским коммунистам.
Т-щи! Восстание пяти волостей кулачья должно повести к беспощадному
подавлению. Этого требует интерес всей революции, ибо теперь везде
«последний решительный бой» с кулачьём. Образец надо дать.
1. Повесить (непременно повесить, дабы народ видел) не меньше 100
заведомых кулаков, богатеев, кровопийц.

2. Опубликовать их имена.

3. Отнять у них весь хлеб.

4. Назначить заложников — согласно вчерашней телеграмме.
Сделать так, чтобы на сотни вёрст народ видел, трепетал, знал, кричал: душат и задушат кровопийц кулаков.
Телеграфируйте получение и исполнение. Ваш Ленин.

P. S. Найдите людей потверже